# 下音羽川
下音羽川（しもおとわがわ）は、大阪府茨木市の山間部を流れる淀川水系の一級河川。

## 地理
大阪府茨木市の湯谷ケ岳南麓の銭原集落付近（見立ダム）から発する流れと、同市上音羽集落付近から発する流れが同市下音羽で合流し下音羽川となる。下音羽周辺は棚田が広がる農村地帯だが、そこから先は竜王山の北の深い森を抜けて茨木市車作（くるまつくり）集落の北で安威川と合流する。流域は京都府境に近い山がちな場所であるが、大阪府内にあっては自然が色濃く残っている地域になる。
安威川と合流する手前の車作集落には、江戸時代の当地区の庄屋「畑中権内（はたなかごんない）」が掘った、「深山水路(みやますいろ)」がある。別名、権内水路。車作の集落は安威川から高いところにあり水が不足していたため、権内は竜王山の北の山の中で下音羽川から分岐し、車作の集落内に流れるような用水路を作った。